# Burg Saxenstein

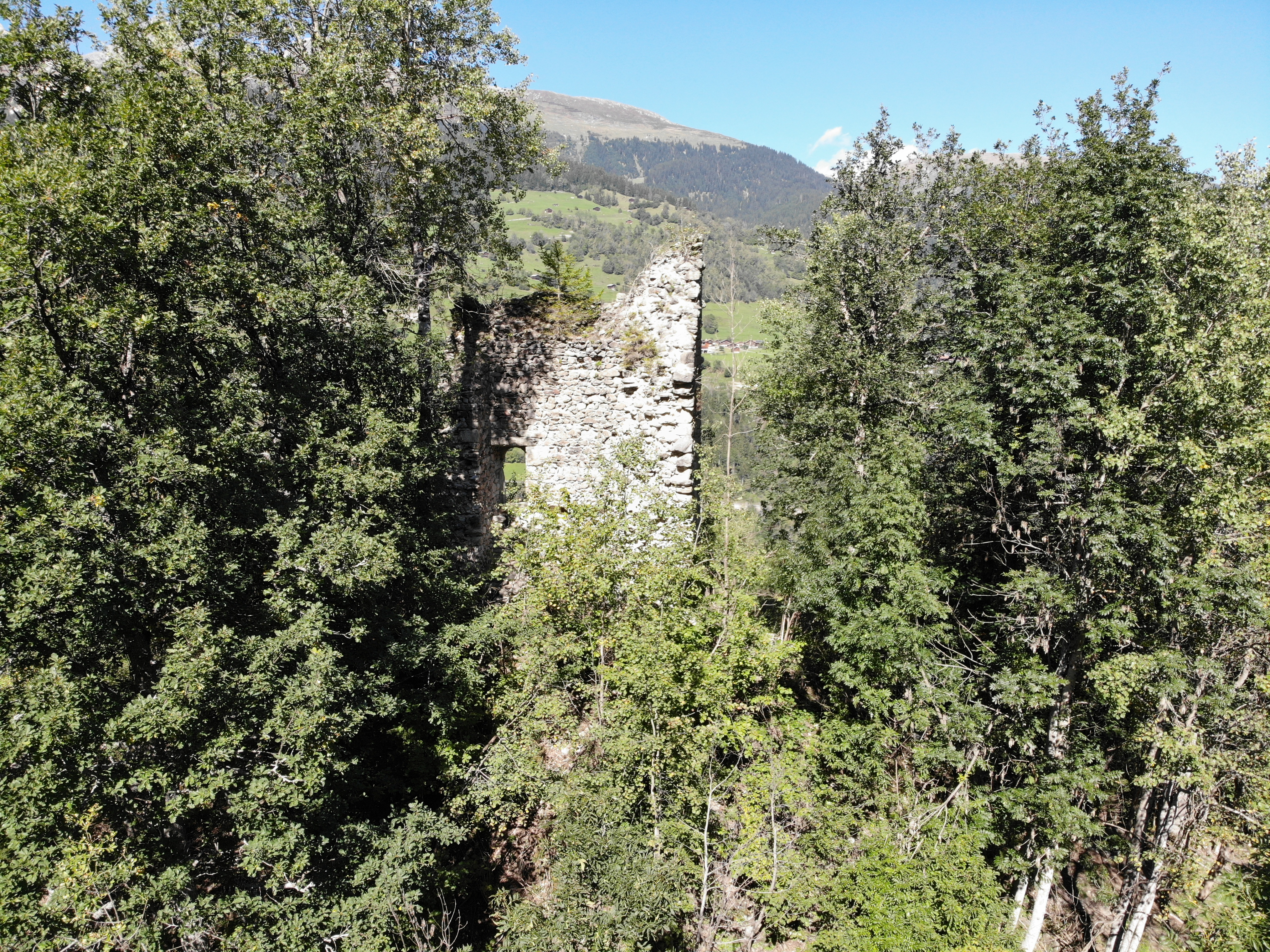
Südseite

Die Ruine der Burg Saxenstein steht auf dem Gemeindegebiet von Obersaxen im schweizerischen Kanton Graubünden.

## Lage
Die Ruine der Höhenburg liegt auf 1014 m ü. M. westlich des Weilers Axastein ganz im Westen der Gemeinde Obersaxen auf einem kleinen Hügel, vom Hang durch einen breiten Graben abgetrennt.

## Name
In Obersaxen stiessen deutschsprachige Siedler in ein rätoromanisches Gebiet vor, in dem vermutlich bereits Burgen standen. Da auf keiner der vier Burgen der Name eines Rittergeschlechts erscheint ist zu vermuten, dass der Burgname einfach mit dem Namen des Siedlers gebildet wurde, zu dessen Gebiet die zerfallende Burg gehörte.
Die tautologische Wortbildung Saxenstein lässt sich am ehesten mit dem Zusammenhang mit dem Familiennamen «Sax» erklären und bedeutet demzufolge Stein, bzw. Burg der Sax.

## Anlage
Erhalten hat sich ein massiver viereckiger Bergfried mit einem Grundriss von 9 auf 8 Meter Seitenlänge. Die Mauerstärke des lagerhaften Mauerwerks mit starken Bossen und präzisem Kantenschlag schwankt zwischen 1,6 und 2,4 Meter. Drei Geschosse sind nachweisbar. Im zweiten Geschoss auf der nördlichen Talseite lag der Hocheingang mit Rundbogentür. An der westlichen Abbruchstelle ist im zweiten Geschoss die Leibung eines Fensters feststellbar und im dritten Geschoss eine nicht mehr bestimmbare Öffnung. Am Fuss des Hügels haben sich Reste eines Berings erhalten.

## Geschichte
Schriftliche Unterlagen über Saxenstein gibt es erst ab dem 15. Jahrhundert. Gemäss der Bauweise stammt der Bau aus dem frühen 13. Jahrhundert. Vermutlich war Saxenstein der Sitz eines Ministerialen der Freiherren von Rhäzüns. 1468 wird in der Regelung des Erbes der hoff Saxenstein erwähnt. Am 11. Juli 1470 wird die Burg ebenfalls genannt: Item aber ein gaden stetly by der Burg Saxenstein genannt. Auch ein Bach wird genannt, der da gat schwüschend (= zwischen) vnd des gaden stetly morgenthalb (= ostwärts).
Wann die Burg verlassen wurde, ist nicht klar. Vermutlich verhielt es sich gleich wie bei den anderen Burgen Obersaxens: Als die dort siedelnden Walser die niedrige Gerichtsbarkeit erhielten, war die Anwesenheit von Rhäzünser Ministerialen nicht länger notwendig und die Burgen wurden verlassen.

## Galerie

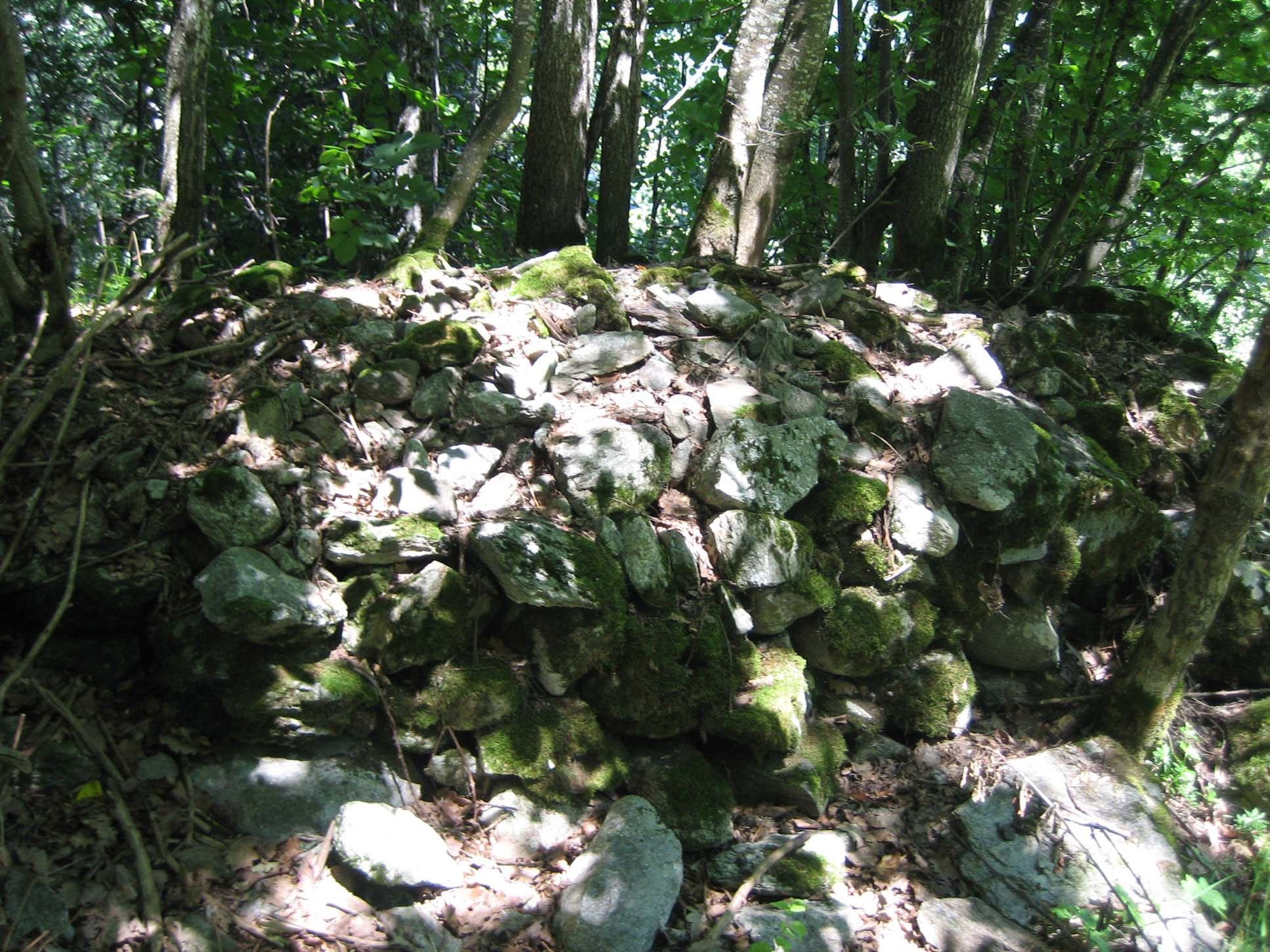
Beringreste
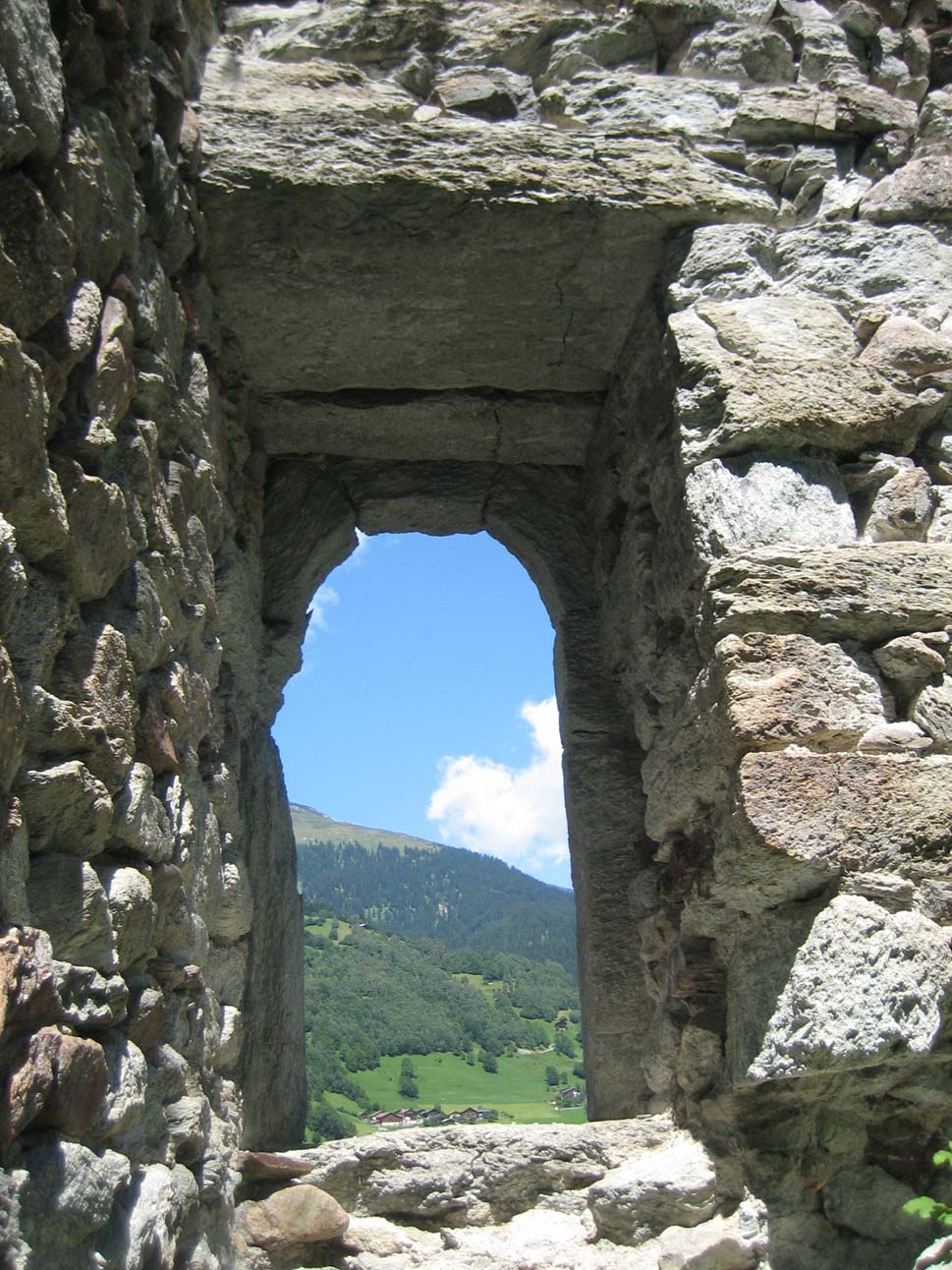
Innenseite des Hocheingangs
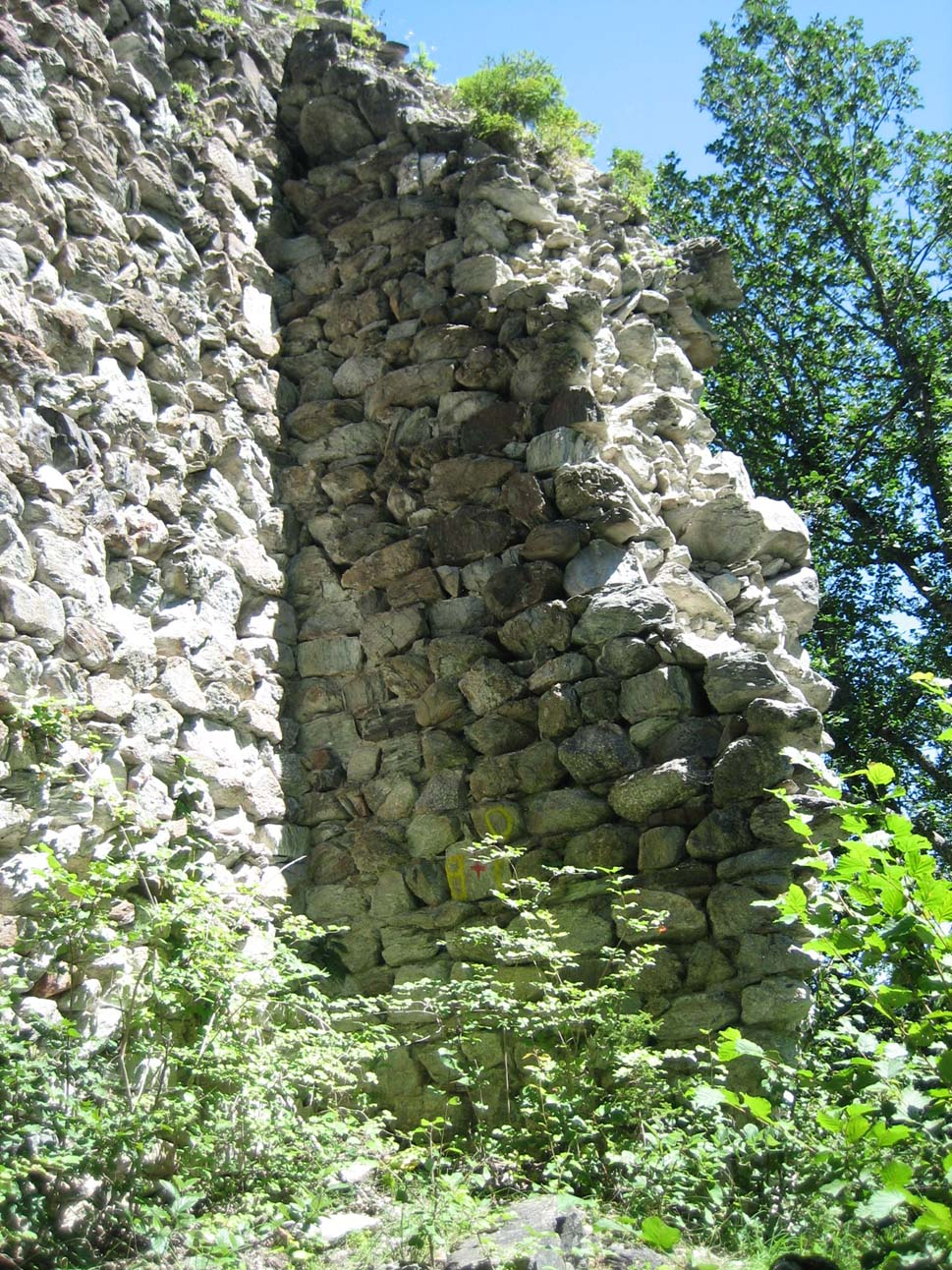
Mauerecke
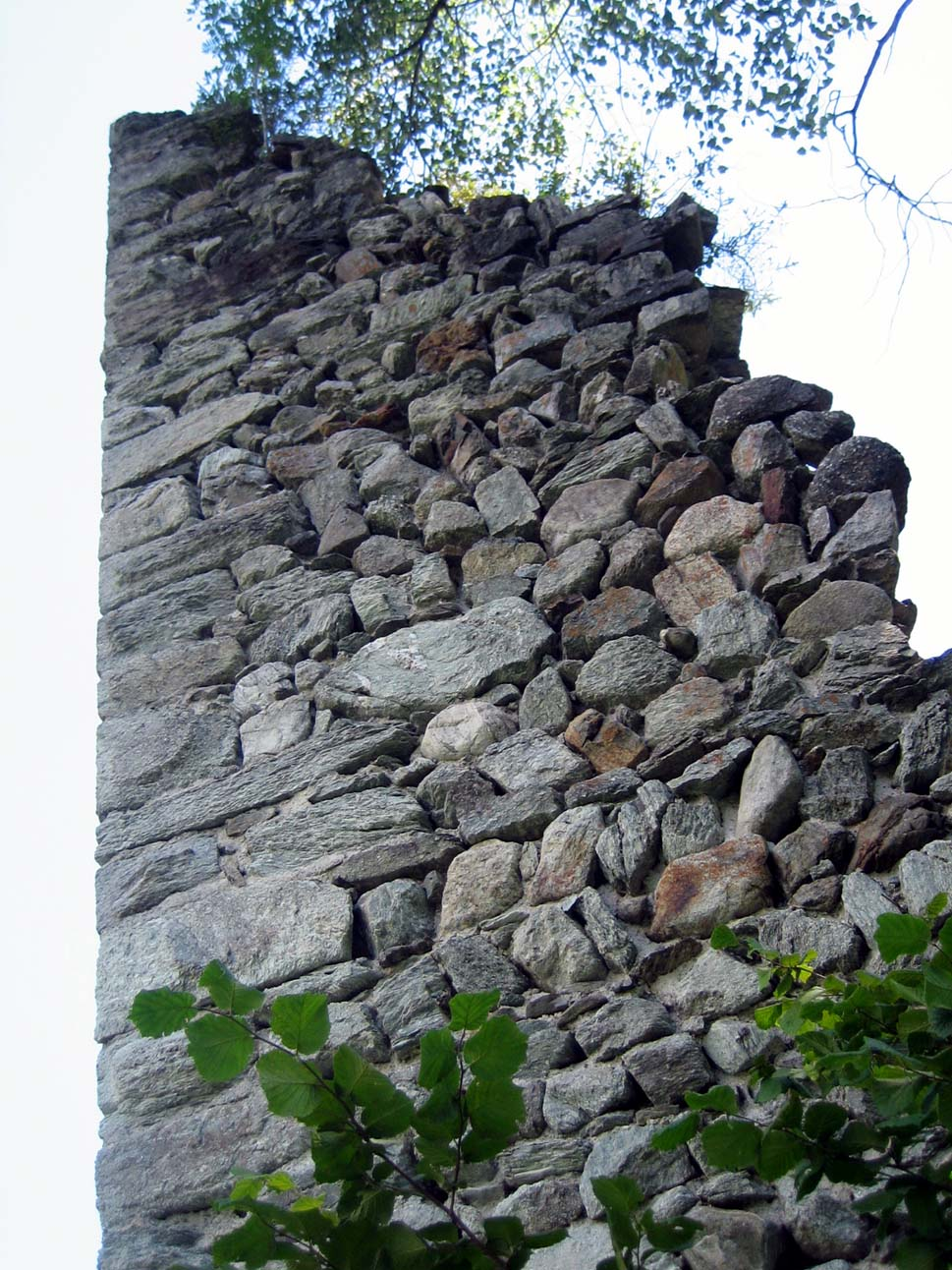
Westmauer